# فرانك برات (لاعب كرة قاعدة)
فرانك برات (بالإنجليزية: Frank Pratt)‏ هو لاعب كرة قاعدة أمريكي، ولد في 24 أغسطس 1897، وتوفي في 8 مارس 1974 في سنترفيل في الولايات المتحدة.

## وصلات خارجية
- فرانك برات على موقعبيزبول رفرنس.كوم (الدوري الرئيسي) (الإنجليزية)